# 29 mai dans les chemins de fer
29 avril 29 juin
Chronologies thématiques
- Croisades
- Sports
- Disney

Cette page concerne les événements qui se sont déroulés un 29 mai dans les chemins de fer.

## Événements

### XIXesiècle
- 1845.  France :   ordonnance du Roi portant autorisation de la Compagnie du chemin de fer d'Amiens à Boulogne.
- 1845.  France :   ordonnance du Roi portant autorisation de la Compagnie du chemin de fer de Montereau à Troyes.
- 1856. France : Inauguration de la section Tonneins-Valence d'Agen du chemin de fer de Bordeaux à Sète (compagnie du Midi)

### XXesiècle
- 1965. France : décret accordant la concession du réseau ferré corse à la Société Auxiliaire des Chemins de Fer Secondaires (SACFS).
- 1988. France : 
  - Mise en service de la première partie de l'interconnexion de la ligne A du RER d'Île-de-France à Nanterre - Préfecture sur la branche Cergy.
  - Vingtième anniversaire de la branche de Cergy-Pontoise.